# Крисант Боск
Крисант Боск Еспин (Барселона, 26. децембар 1907. — Барселона, 13. април 1981.) био је шпански фудбалер који је играо на позицији везног играча за Еспањол, Терасу као и за Шпанију.

## Трофеји
- Фудбалско првенство Каталоније : 4
  - 1928/29, 1932/33, 1936/37, 1939/40.
- Куп краља : 2
  - 1929, 1940